# ヘンドリック・ヴァイダント
ヘンドリック・ヴァイダント（Hendrik Weydandt, 1995年7月16日 - ）は、ドイツ・ゲールデン出身の元サッカー選手。現役時代のポジションはフォワード。

## 経歴
2018年8月19日、DFBポカールのカールスルーエSC戦でハノーファー96デビューを果たす。8月25日のSVヴェルダー・ブレーメン戦でブンデスリーガデビューを果たし得点を挙げた。この活躍を受け、10月にはアマチュア時代より給料が30倍も高くなり、ミロスラフ・クローゼとも比較された。同シーズンはリーグ戦で6得点を挙げたが、チームは降格した。
2019-20シーズンはニクラス・フュルクルクの移籍もありストライカーとして出場し、9得点を挙げた。
2023年5月3日、現役引退を表明した。